# La Madone au baldaquin
La Madone au baldaquin (en italien : Madonna del Baldacchino ou Madonna con Bambino e Santi pour le musée)  est une peinture religieuse à l'huile sur toile (279 × 217 cm) de Raphaël. Le tableau est actuellement exposé à la Galerie Palatine de Florence.

## Histoire
L'œuvre est la première commande religieuse de Raphaël à Florence pour une chapelle de la basilique Santo Spirito débutée vers 1507. Laissée incomplète pour le soudain départ de l'artiste appelé à Rome par Jules II en 1508, il s'agit de sa dernière œuvre de l'époque florentine et le seul grand retable de sa main. 
L'œuvre a constitué un modèle dans la décennie suivante pour des artistes comme Andrea del Sarto et Fra Bartolomeo.
Le tableau finit vers le milieu du Cinquecento à Pescia, acheté en 1697 par Ferdinand III de Médicis,  qui le fait restaurer et compléter par les frères Niccolò et Giovanni Agostino Cassana. La bande supérieure est ajoutée à cette période pour atteindre les mêmes dimensions d'une autre peinture avec laquelle elle devait faire  pendant , le Cristo tra i dottori de Fra Bartolomeo. 
De 1799 à 1813 la peinture a été emportée à Paris, à la suite des prélèvements napoléoniens en Italie.
Un dessin du Louvre correspond à une étude du motif central de la Madone.
Plus tardivement, ce fut une des œuvres des Offices protégées des spoliations allemandes, cachées au Château de Montegufoni  pendant la Seconde Guerre mondiale en 1942.

## Description
La Vierge à l'Enfant trône au milieu de la composition, placée sous un dais à festons tendu de tentures (baldaquin) dont les pans sont soulevés par des anges volants. C'est donc une Vierge en majesté mais également une Conversation sacrée car le couple divin est entouré  de part et d'autre par des figures saintes anachroniques conversant entre elles ou tournant le regard hors de la scène, toutes reconnaissables à leur attributs de sainteté, ici saint Pierre avec sa clef, et Bernard de Clairvaux en habit cistercien à gauche, Jacques le majeur avec son bâton et saint Augustin d'Hippone à droite en habit sacerdotal, tenant le livre  invitant du bras le spectateur à contempler le centre de la scène. Deux angelots conversent également devant l'estrade du trône en détaillant un phylactère.
Toute la scène est placée devant une abside semicirculaire au plavond à caissons, deux colonnes à chapiteaux corinthiens encadrant cet espace architectonique.